# Similosodus palavanicus
Similosodus palavanicus är en skalbaggsart som först beskrevs av Stefan von Breuning 1939.  Similosodus palavanicus ingår i släktet Similosodus och familjen långhorningar.
Artens utbredningsområde är Filippinerna. Inga underarter finns listade i Catalogue of Life.